# TCF Bank Stadium
Huntington Bank Stadium (conocido antes de junio de 2021 como TCF Bank Stadium) es un estadio de fútbol ubicado en Minneapolis, Minnesota es casa de los Minnesota Golden Gophers equipo de la Universidad de Minnesota. También albergó a los Minnesota Vikings de la NFL entre 2014 y 2015.
- Datos: Q3512039
- Multimedia: Huntington Bank Stadium / Q3512039